# Aïchetou Mint Ahmedou
Aïchetou Mint Ahmedou là một nhà văn người Mauritanie, làm việc tại Pháp.
Sinh ra ở Boutilimit, Ahmedou đã hoàn thành chương trình học tiểu học và trung học ở Nouakchott, nơi cô học ngành khoa học. Cô đã viết thơ, bài báo và truyện, nhiều trong số đó đã được xuất bản tại Nouakchott, và cũng đã sản xuất các bản dịch thơ tiếng Ả Rập. Vào những năm 1990, cô bắt đầu thực hiện một cuốn tiểu thuyết, La couleur de vent, được xuất bản năm 2014. Cô đã nói về công việc của mình tại các hội nghị văn học.